# أنجيلو رينالدي
أنجيلو رينالدي (بالفرنسية: Angelo Rinaldi) (و. 1940 – م) هو كاتب، وناقد أدبي، من فرنسا، ولد في باستيا، وهو عضوٌ في أكاديمية اللغة الفرنسية (منذ 21 يونيو 2001).

## مناصب وهيئات
أدار لو فيغارو، ولو نوفيل أوبسرفاتور.

## جوائز
حصل على جوائز منها:
- جائزة فيمينا الأدبية (1971)
- جائزة الأمير بيير  [لغات أخرى]‏
- وسام جوقة الشرف من رتبة فارس
- جائزة فينيون.